# 아이러브인
《아이러브인》은 SBS의 텔레비전 토크 쇼이다. 매회 다른 강연자가 출연하여 삶에 관한 내용을 주제로 강의를 진행하는 프로그램이다.
본래 2012년 1월에서 2월까지 4주간 진행되었으나 2012년 5월에 발행된 마이클 샌델의 저서 《돈으로 살 수 없는 것들》의 발간 기념으로 5월 말에서 6월 초에 샌델 교수가 직접 한국에 방한하면서 노개런티로 강의를 진행, 2012년 6월 2일에 등촌동 SBS 공개홀에서 이루어진 녹화를 이달 17일에 방송함으로써 4개월 만에 다시 방송되었다.
매주 방송되는 정규 편성이 아닌 시즌제 편성으로, 1~4회차 방송은 '12세 이상 시청가', 5회차 방송부터 시청 등급이 '15세 이상 시청가'로 상향 조정되었다.

## 에피소드

### 시리즈 개요
| 시즌 | 시즌 | 회수 | 방송 날짜        | 방송 날짜        |
| 시즌 | 시즌 | 회수 | 시즌 시작        | 시즌 종료        |
| ---- | ---- | ---- | ---------------- | ---------------- |
|      | 1    | 6    | 2012년 1월 29일  | 2012년 9월 9일   |
|      | 2    | 4    | 2012년 11월 25일 | 2012년 12월 23일 |
|      | 3    | 3    | 2013년 6월 15일  | 2013년 6월 29일  |
|      | 4    | 5    | 2013년 11월 16일 | 2013년 12월 14일 |
|      | 5    | 3    | 2014년 7월 6일   | 2014년 7월 20일  |

### 시즌 1 (2012)
| 전체 번호 | 시즌 번호 | 제목                                     | 강연자      | 본 방송 날짜    |
| --------- | --------- | ---------------------------------------- | ----------- | --------------- |
| 1         | 1         | "아직 꿈꾸는 그대, 청춘에게"             | 김난도      | 2012년 1월 29일 |
| 2         | 2         | "사는 게 재미없는 이 시대 남자들에게"    | 김정운      | 2012년 2월 5일  |
| 3         | 3         | "인생 최대의 화두, 행복을 찾는 그대에게" | 최인철      | 2012년 2월 12일 |
| 4         | 4         | "사람의 마음을 얻고 싶은 그대에게"       | 김상근      | 2012년 2월 19일 |
| 5         | 5         | "돈으로 어디까지 살 수 있나"             | 마이클 센델 | 2012년 6월 17일 |
| 6         | 6         | "멈추면 비로소 보이는 행복"              | 혜민        | 2012년 9월 9일  |

### 시즌 2 (2012)
| 전체 번호 | 시즌 번호 | 제목                                        | 강연자              | 본 방송 날짜     |
| --------- | --------- | ------------------------------------------- | ------------------- | ---------------- |
| 7         | 1         | "감성의 시대, 행복의 발견"                  | 박웅현              | 2012년 11월 25일 |
| 8         | 2         | "꿈이 흔들리는 시대, 행복해지는 7가지 원리" | 차동엽              | 2012년 12월 2일  |
| 9         | 3         | "천 번의 흔들림, 그 후에 오는 행복"         | 김난도              | 2012년 12월 16일 |
| 10        | 4         | "원하는 것을 얻고 싶은 당신에게"            | 스튜어트 다이아몬드 | 2012년 12월 23일 |

### 시즌 3 (2013)
| 전체 번호 | 시즌 번호 | 제목                       | 강연자       | 본 방송 날짜    |
| --------- | --------- | -------------------------- | ------------ | --------------- |
| 11        | 1         | "세상을 바꾸는 힘, 습관"   | 찰스 두히그  | 2013년 6월 15일 |
| 12        | 2         | "삶을 사는 지혜, 인생학교" | 알랭 드 보통 | 2013년 6월 22일 |
| 13        | 3         | "가치 있는 삶 그리고 죽음" | 셸리 케이건  | 2013년 6월 29일 |

### 시즌 4 (2013)
| 전체 번호 | 시즌 번호 | 제목                                        | 강연자    | 본 방송 날짜     |
| --------- | --------- | ------------------------------------------- | --------- | ---------------- |
| 14        | 1         | "2500년 전 3대 슈퍼스타에게 듣는 삶의 지혜" | 박재희    | 2013년 11월 16일 |
| 15        | 2         | "사랑, 인문학에게 듣다"                     | 강신주    | 2013년 11월 23일 |
| 16        | 3         | "행복을 키우는 마음 연습"                   | 정목      | 2013년 11월 30일 |
| 17        | 4         | "기적을 만들어 내는 꿈"                     | 데니스 홍 | 2013년 12월 7일  |
| 18        | 5         | "비빔밥의 지혜, 통섭과 통찰"                | 최재천    | 2013년 12월 14일 |

### 시즌 5 (2014)
| 전체 번호 | 시즌 번호 | 제목                                | 강연자     | 본 방송 날짜    |
| --------- | --------- | ----------------------------------- | ---------- | --------------- |
| 19        | 1         | "내 안의 여신 그리고 독한 습관"     | 현경       | 2014년 7월 7일  |
| 20        | 2         | "힐링과 인생 그리고 독한 습관"      | 박범신     | 2014년 7월 14일 |
| 21        | 3         | "나를 지켜내는 법 그리고 독한 습관" | 팡차오후이 | 2014년 7월 21일 |

## 방송 녹화일
- 7회: 2012년 9월 20일 오후 7시
- 8회: 2012년 10월 4일 오후 7시
- 9회: 2012년 10월 18일 오후 7시
- 10회: 2012년 10월 23일 오후 7시
- 11회: 2013년 3월 29일 오후 7시
- 14회: 2013년 9월 27일
- 15회: 2013년 10월 3일
- 16회: 2013년 10월 11일
- 17회: 2013년 10월 17일
- 18회: 2013년 10월 25일

## 방송 기간
| 방송 채널 | 방송 시간                        | 비고   | 방송 기간                         |
| --------- | -------------------------------- | ------ | --------------------------------- |
| SBS       | 일요일 밤 12시 0분 ~ 1시 10분    | 본방송 | 2012년 1월 29일 ~ 2012년 2월 19일 |
| SBS       | 일요일 밤 12시 10분 ~ 1시 20분   | 본방송 | 2012년 6월 17일                   |
| SBS       | 토요일 오전 8시 45분 ~ 9시 45분  | 재방송 | 2012년 3월 3일 ~ 2012년 3월 24일  |
| SBS       | 일요일 밤 12시 10분 ~ 1시 20분   | 본방송 | 2012년 9월 9일                    |
| SBS       | 일요일 오전 12시 20분 ~ 1시 40분 | 본방송 | 2013년 6월 15일 ~ 2013년 6월 29일 |